# Andreas Kunstein
Andreas Kunstein (født 25. juni 1967 i Brühl, Tyskland) er en tysk-hollandsk klassisk komponist.
Kunstein studerede hos Wolfgang Hufschmidt i Essen og Peter-Jan Wagemans i Rotterdam. 
Han har skrevet klavermusik, kammermusik og orkesterværker.

## Værker
- Toccata for klaver (1980)
- 10 Epigrammer for toy piano (1992)
- 10 Epigrammer for klaver (1992)
- 1. Strygekvartet (1992)
- 2. Strygekvartet (1994)
- 13 Epigrammer for orkester (1998)
- Strygekvintet (2002)
- Suite for orkester (2002)
- Suite for to klaverer (2002)
- "Turbulences" for bigband (2003)
- Musik for to klaverer og slagtøj (2003)

## Diskografi
- 10 Epigrammer for toy piano
- 10 Epigrammer for klaver